# 高士幸也
高士 幸也（たかし ゆきや、1993年3月9日 - ）は、日本の俳優。愛知県出身。エンターテイメントグループ、「真夜中のサーカス」のメンバー。

## 略歴・人物
- 2012年に初舞台、以降数々の作品に出演。
- 2023年4月1日にはオフィシャルサイト及びオフィシャルファンクラブ「Thanks」を創設[4]。
- 2024年1月より株式会社モンスターファームに所属[5]。
- 2025年3月25日のお披露目公演をもって「真夜中のサーカス」としてのグループ活動を開始[6]。2025年6月14日には1st EP『歪んだおとぎ話』をデジタルリリース（各種配信サービスで配信中[7]）。
- 特技は乗馬（乗馬ライセンス4級保持）、書道、サッカー、ブレイクダンス、筋トレ。
- 趣味はゲーム、キックボクシング。
- 「三白眼」が特徴的で、シリアスな役からコメディまで幅広く演じる。抹茶好き[8]。

## 出演

### 舞台
- 「そして幕は上がる」（2012年、六行会ホール）[9][注釈 1]
- TRASHMASTERS vol.22「砂の骨」（2015年3月7日 - 15日、シアタートラム）[10]
- 「漫劇!! 手塚治虫 第二巻」（2015年7月18日 - 20日、渋谷区文化総合センター大和田 伝承ホール）
- 美内すずえ×ガラスの仮面劇場「女海賊ビアンカ」（2015年9月9日 - 13日、AiiA 2.5 Theater Tokyo）[11]
- 「バグバスターズ」（2016年11月30日 - 12月4日、俳優座劇場）[12]
- ミュージカル「スタミュ」（2017年4月1日 - 9日、Zeppブルーシアター六本木 / 4月15日 - 16日、森ノ宮ピロティホール) - アンサンブルキャスト[13]
- 「to be YOU to be ME」（2017年5月25日 - 28日、シアターブラッツ）[14]
- 「K -MISSING KINGS-」（2017年10月19日 - 22日、京都劇場 / 10月26日 - 29日、天王洲 銀河劇場） - アンサンブルキャスト[15]
- 浪漫活劇譚「艶漢」第二夜（2018年12月3日 - 17日、俳優座劇場）[16]
- 「真・三國無双 官渡の戦い」（2018年4月25日 - 5月1日、全労済ホール／スペース・ゼロ / 5月5日 - 6日、サンケイホールブリーゼ）[17]
- ミュージカル「スタミュ」Second Season（2018年7月4日 - 11日、日本青年館 / 7月20日 - 22日、森ノ宮ピロティホー ル） - アンサンブルキャスト[18]
- ぱるエンタープライズ×劇団アルファー 合同プロデュース公演VOL.2「五・五合目の海」（2018年9月12日 - 17日、シアターグリーン BIG TREE THEATER）
- 「K -RETURN OF KINGS-」（2019年3月1日 - 10日、天王洲 銀河劇場 / 3月15日 - 17日、大阪メルパルクホール） - アンサンブルキャスト[注釈 2]
- 縁劇ユニット流星レトリックpresents reading live 「Celestine #5」（2019年6月8日 - 9日、蔵前チヨダビル）
- Uzumeプロデュース公演「彼異なるイサン」（2019年7月10日 - 14日、ポケットスクエア テアトルBONBON） - 滋野森睦月役[19]
- 劇団ToyLateLie 第9回本公演「夜神探偵事務所〜ディスコードメモリー〜」（2019年8月21日 - 25日、新宿シアターモリエール） - 大黒健太郎役
- 劇団SUTTHINEE 第5回公演「オタッカーズ・ハイ」（2019年11月27日 - 12月1日、バルスタジオ） - 三木谷役[20]
- 舞台「血界戦線」（2019年11月2日 - 10日、天王洲 銀河劇場 / 11月14日 - 17日、梅田芸術劇場シアター・ドラマシティ） - アンサンブルキャスト[21]
- 「BattleButler-Another-」（2020年2月26日 - 3月1日、六行会ホール） - 流川蒼役[22]
- おうちde舞台「はん生配信」第1話（2020年7月26日）
- 「青春歌闘劇バトリズムステージVOID」（2020年8月12日 - 16日、あうるすぽっと）- シンジ役[23]
- 舞台「血界戦線」Beat Goes On（2020年11月20日 - 29日、天王洲 銀河劇場 / 12月3日 - 6日、大阪メルパルクホール） - フィリップレノール役[24]
- 「GHOST WRITER」（2021年1月22日-24日、COOL JAPAN PARK OSAKA WWホール / 1月29日 - 2月7日、EX THEATER ROPPONGI）- サポートメンバー
- ToyLateLie 第13回本公演「息る。」(2021年4月7日 - 11日、シアターKASSAI) - 男3役
- 縁劇ユニット流星レトリック オンラインイベント 「Celestine#8」（2021年5月1日 - 2日配信）[注釈 3]
- 「ガスマスクの伊藤さん。2」（2021年6月9日 - 13日、六行会ホール） - 1話 権藤剛志役・2話 片桐留流役・3話 大家役[25]
- オフィスBJプロデュース公演「ライナスの毛布」（2021年10月13日 - 17日、キーノートシアター） - 2話 柿太郎役・3話 ハルオ役・4話 一色京介役[26][注釈 4]
- OMEGA CRUE ARTISTS「VILLAINZ」（2021年12月8日 - 12日、花まる学習会王子小劇場） - 田中翔一朗役[27]
- 朗読劇「シブヤクチュアリー」（2022年5月12日 - 15日、シアター風姿花伝） - 門脇役[28]
- UGM Kreis PRODUCE STAGE FIRST STEP「きみと花火と。」（2022年7月1日 - 3日、πTOKYO）[29][注釈 5]
- 「CONTE STAGE 東京のメダカ」（2022年7月22日 - 24日、 池袋西口GEKIBA）[30]
- 舞台「カッコウの雛に陽は当たる」（2023年1月18日 - 22日、シアターグリーン BOX in BOX THEATER） - 高坂淳役[31]
- 「僕らのまほろば動物園」（2023年2月1日 - 5日、萬劇場） - 三枝浩路役[32]
- 人狼 ザ・ライブプレイングシアター「トランスミッション」（2023年5月7日 - 14日、シアターサンモール） - ハンフリー役[33]
- 舞台「#オーバーラック」（2023年6月2日 - 11日、シアター・アルファ東京） - ショウ役[34]
- 舞台「大正浪漫探偵譚-エデンの歌姫-」（2023年7月5日 - 12日、草月ホール） - 島田二郎役[35]
- 「スターライドオーダー」（2023年9月16日、ブルースクエア四谷） - フランス帰りの敏腕シェフ・ベス役[36][注釈 6][37]
- 舞台「苦闘のラブリーロバー」（2023年10月4日 - 9日、シアターサンモール）-ひろっち役[38]
- 舞台 「ティアムーン帝国物語～断頭台【ギロチン】姫 on The Stage～」(2023年11月9日-16日、飛行船シアター）- キースウッド役
- 舞台「CharadeManiacs」再演(2024年1月11日-15日、ラゾーナ川崎プラザソル）- 陀宰メイ役
- 舞台「Joie!」(2024年2月7日-11日、東京芸術劇場シアターウエスト）- 須永小太郎役
- "名作に触れる"シリーズ 第1回「江戸川乱歩 短編集」（2024年3月17日、ザムザ阿佐谷）[39]
- 「グラブルフェス 2024」（2024年12月22日、東京ビッグサイト）-ラカム役[40]
- 舞台「遺音」（2025年1月9日-12日、下北沢「劇」小劇場）-水島寛太役 [41]
- 「グラブルEXTRAフェス2025」（2025年5月3日-4日、ポートメッセなごや 第3展示館/2025年7月5日⁻6日、 夢メッセ宮城 本館A･B･Cホール）-ラカム役[42][43]

### ドラマ
- 「HiGH&LOW〜THE STORY OF S.W.O.R.D.〜」#5（2015年11月19日（18日深夜）、日本テレビ系列）[44]
- 「言えない関係」（2024年9月26日〜、 「Vigloo」配信）- ユウキ 役[45][46]

- 「大富豪のバツイチ孫娘」テレビ朝日＆香港SHORTTV LIMITED制作の縦型ドラマ（2024年10月1日～、ShortMax）- 木村翔 役  [47]
- 「TikTok怪談✖︎ノロイ」 TikTok公式チャンネル配信（本編：2024年11月26–30日）- 鬼澤帯臥 役[48]
- 明治安田生命「泣けるドラマ ラストダンス篇」（2024年、明治安田生命公式YouTubeチャンネルにて公開）- 新郎 役[49]

### バラエティ番組
- 「ゆる系忍者隊 ニンスマン」（2020年10月25日、テレビ朝日）[50]

### ラジオ
- 「ドル★ラジ」第49回（2015年6月5日、大江戸放送局）[51]

### 映画
- 「きょうのキラ君」（2017年2月25日公開） - レギュラークラスメイト[52]

### 配信番組
- 「Mission in B.A.C」（2022年3月26日）[53]

### オリジナルビデオ
- 「織田同志会 織田征仁 第五章」（2021年2月25日リリース） - 田川興治役[54]
- 「織田同志会 織田征仁 第六章」（2021年4月25日リリース）-  田川興治役[55]

### MV
- AI「VOICE」(2012年) [9]

### イベント

#### 個人イベント
- 「幸祭〜2018〜」(2018年12月27日、恵比寿天窓.switch) [56]
- 「幸誕祭2019」(2019年3月24日、GRACE BALI秋葉原)
- 「幸祭〜2019〜」(2019年12月8日、原宿駅前ステージ)
- 「幸誕祭〜ON LINE 2022〜」(2022年3月9日)
- 「幸祭〜2022〜」(2022年12月17日、CARATO71)
- 「幸誕祭2023」(2023年3月12日、ICON/3月18日、H.B.P HOTEL)
- 「高士幸也FC「Thanks」会員限定BBQイベント」（2023年8月19日　渋谷ガーデンルーム）
- 「幸祭～2023～」(2023年12月9日、赤坂πTOKYO)
- 「幸誕祭2024」(2024年3月10日、welcome back)
- FC『Thanks』会員限定オンライントーク会①（2024年6月15日）[57][注釈 7]
- FC『Thanks』会員限定オンライントーク会②（2024年6月15日）[58][注釈 7]
- FC『Thanks』会員限定オンライントーク会（2024年12月29日）[59][注釈 7]
- FC『Thanks』会員限定「新年会」（2025年1月10日、下北沢「劇」小劇場）[60]

#### その他
- 「to be YOU to be Me」前夜祭（2017年5月24日）
- 「バグバスターズ」DVD発売イベント(2017年6月3日)
- 「役者100人展」トークショー(2018年12月29日、渋谷ギャラリー・ルデコ)
- 「新春歌闘劇場バトリズムステージ The LIVE」 （2022年1月2日 - 3日、ヒューリックホール東京）- シンジ役
- 「Go To ライシュン3 〜武井は1日にして成らず〜」(2023年3月4日､、コムカフェ音倉)-夜の部ゲスト
- 「舞台『大正浪漫探偵譚』～事前お披露目イベント 前日譚～」（2023年5月27日 玉川せせらぎホール）1部のみ
- 「栗田学武バースデーイベント MANABIRTH 38th」（2023年7月29日 R`sアートコート）2部ゲスト
- 「舞台『大正浪漫探偵譚』展示会」（2023年8月26日 - 31日、大泉学園ゆめりあホール7階　ギャラリー）26日2部3部回サイン会ゲスト
- 「舞台『＃オーバラック』番外編-DVD発売イベント-」（2023年9月9日、星稜会館ホール / 2023年9月23日、SPACE9）

### その他
- project by gekichap「役者100人展」(2018年12月25日~30日、渋谷ギャラリー・ルデコ) [61][62][注釈 8]